# Ženskij basketbol'nyj klub Sparta&k Vidnoe
Lo Ženskij basketbol'nyj klub Sparta&k Vidnoe' (in cirillico Женский баскетбольный клуб «Спартак» Московская область, conosciuto come Spartak Regione di Mosca) è una società di pallacanestro femminile di Vidnoe, nell'oblast' di Mosca. Fa parte della società polisportiva dello Spartak Mosca.

## Storia
Fondato nel 2005, ha vinto l'Eurocoppa nel 2006 e tre Eurolega nel triennio 2006-2010. Inoltre, è stato campione di Russia nel 2007. È tra i club più titolati in Russia.
Il marchio Spartak è stato al centro di controversie con l'altra squadra fondata nel 1949, perché quella di Vidnoe inizialmente aveva incorporato anche la storia dello Spartak Noginsk. Anche il sito della FIBA Europe incorpora le statistiche del vecchio club con il nuovo di Vidnoe, in realtà fondato solo nel 2005.

## Palmarès
- EuroLeague Women: 4

2006-2007, 2007-2008, 2008-2009, 2009-2010
- EuroCup Women: 1

2005-2006
- SuperCup Women: 2

2009, 2010
- Campionato russo femminile di pallacanestro: 2

2006-07, 2007-08

## Rose stagioni precedenti
- Ž.B.K. Spartak Moskovskaja oblast' 2007-2008